# Yusleyni Herrera
Yusleyni Herrera Álvarez est une joueuse de volley-ball cubaine née le 12 mars 1984 à La Havane. Elle mesure 1,78 m et joue au poste d'attaquante. Elle totalise 20 sélections en équipe de Cuba.

## Clubs
| Club                    | De        | À         |
| ----------------------- | --------- | --------- |
| Ciudad de la Habana     |           | 2009-2010 |
| Minas Tênis Clube       | 2010-2011 | 2011-2012 |
| Praia Clube             | 2012-2013 | 2013-2014 |
| Nilüfer Belediye        | 2014-2015 | 2015-2016 |
| Manisa BBSK             | 2017-2018 | 2017-2018 |
| Esporte Clube Pinheiros | 2018-2019 | 2018-2019 |
| CSM Târgoviște          | 2019-2020 | 2019-2020 |
| Kalecik Belediye SK     | 2020-2021 | …         |

## Palmarès
- Coupe panaméricaine
  - Vainqueur : 2007.
- Jeux Panaméricains
  - Vainqueur : 2007.
- Championnat d'Amérique du Nord
  - Vainqueur : 2007.
- Grand Prix Mondial
  - Finaliste : 2008.